# تشون مي

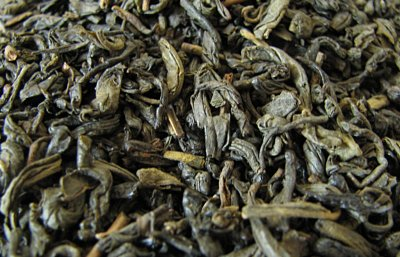

تشون مي (الصينية: 珍 眉 ) و يعني «الحاجب الثمين» هو شاي أخضر مشهور. له مظهر مترب وهو عمومًا أكثر حمضية وأقل حلاوة من أنواع الشاي الأخضر الأخرى. تم إنتاجه في الأصل فقط في مقاطعة جيانغشي الصينية ، ولكنه يزرع في الوقت الحاضر أيضًا في أماكن أخرى. الشاي مقسم إلى عدة درجات بأرقام. بعض الأمثلة هي: 41022 ، 4011 ، 9371 ، 8147 ، 9367 ، 9366 ، 3008 أو 3009. الرقم 41022 في هذه الحالة يمثل أعلى جودة ، بينما الرقم 8147 عمليًا يتكون فقط من الأوراق المكسورة.
هذا الشاي المشهور دائمًا له نكهة زاهية وحلاوة منعشة خفيفة ولمسة نهائية دافئة ، مما يجعله شايًا أخضرًا ممتازًا خلال النهار أو الليل ، مع نكهة لطيفة ومذاق جيد.
تمت دراسة شاي تشون مي ، جنبًا إلى جنب مع شاي أسام ، لمراقبة معدل تسريب الكافيين. وجدت الدراسة أن انتشار الكافيين عبر أوراق الشاي هو عملية معرقلة بشكل كبير